# Władysław Kulczyński (1890–1923)
Władysław Kulczyński junior (ur. 10 marca 1890 w Krakowie, zm. 1 stycznia 1923, tamże) – polski taternik i lekarz, syn zoologa Władysława Kulczyńskiego seniora.

## Życiorys
Od dziesiątego roku życia aż do 1914 roku przyjeżdżał do Zakopanego każdego lata wspólnie z rodzicami i rodzeństwem: Wandą (1893–1968) i Stanisławem (1895–1975). W pierwszych latach zwiedzał Tatry z ojcem i przewodnikiem Szymonem Tatarem młodszym, ale już od 1905 roku zwiedzał góry sam, zaś rok później zaczął zajmować się taternictwem. Najczęstszym partnerem wspinaczkowym Kulczyńskiego stał się Mieczysław Świerz (młodszy kolega ze szkoły), było też wielu innych kompanów. Z Mieczysławem i Tadeuszem Świerzami Kulczyński należał do Klubu Kilimandżaro. Władysław Kulczyński należał do czołówki taterników w latach 1908–1914 – wytyczył wówczas wiele nowych dróg i przeszedł liczne najtrudniejsze znane.
Od 1907 roku należał do Sekcji Turystycznej Towarzystwa Tatrzańskiego, już rok później był członkiem jej zarządu. Był także członkiem Sekcji Narciarskiej AZS (od 1911) i komisji rewizyjnej AZS (1911–1912).
Stopień doktora medycyny uzyskał po studiach na Uniwersytecie Jagiellońskim w 1914 roku. W czasie I wojny światowej był lekarzem w wojsku austriackim. Pod koniec wojny (1918) trafił w ręce Włochów na froncie w Tyrolu, a następnie do obozu jenieckiego w Weronie. Po ucieczce stamtąd do Francji był członkiem armii polskiej Hallera. Już w Polsce pracował w Warszawie i Krakowie.
Po wojnie nie był już w stanie wrócić do taternictwa z powodów zdrowotnych. Zmarł na gruźlicę.

## Osiągnięcia taternickie
- drugie wejście południową ścianą Zamarłej Turni (1911, z Ignacym Królem),
- pierwsze wejście północno-zachodnią ścianą Galerii Gankowej (1911, z Królem i Józefem Lesieckim),
- pierwsze wejście północno-wschodnią ścianą Żłobistego Szczytu (1911, z Gyulą Komarnickim, Romanem Komarnickim i Mieczysławem Świerzem),
- pierwsze wejście południową ścianą Małego Lodowego Szczytu (1912, z Kazimierzem Piotrowskim, Jerzym Rotwandem i Świerzem),
- próba wejścia północno-wschodnią ścianą Mnicha (1909, ze Świerzem)[1].